# 菟田野町
菟田野町（うたのちょう）は、かつて奈良県にあった町。宇陀郡に属していた。
2006年1月1日に榛原町・大宇陀町・室生村との合併で宇陀市となり、2011年3月までは地域自治区として菟田野区が存在した。

## 地理
奈良県の東北部、大和高原の山中に位置し、町の東部から流れる芳野川（ほうのがわ）流域の谷間に集落が点在する。

## 歴史
古代の大和国宇陀郡多気郷の地であり、延喜式内・宇太水分神社（古市場）が鎮座する。

### 沿革
- 1956年（昭和31年）8月1日 - 宇太町・宇賀志村が合併して発足。
- 1986年（昭和61年） - 町民憲章、町の花・木・鳥を制定。
- 2006年（平成18年）1月1日 - 大宇陀町・榛原町・室生村と合併して宇陀市が発足。同日菟田野町廃止。

## 産業
毛皮革産業・林業が盛んである。

## 教育
- 小学校
  - 菟田野町立宇太小学校
  - 菟田野町立宇賀志小学校
  - 菟田野町立下芳野小学校

合併後の2006年4月に宇太小学校、宇賀志小学校、下芳野小学校を統合し宇陀市立菟田野小学校が開校した。
- 中学校
  - 菟田野町立菟田野中学校（現・宇陀市立菟田野中学校）
- 高等学校
  - 奈良県立大宇陀高等学校菟田野分校（2007年3月31日閉校）

## 交通

### 道路
- 一般国道
  - 国道166号
- 県道
  - 奈良県道31号榛原菟田野御杖線
  - 奈良県道135号宇太三茶屋線
  - 奈良県道218号内牧菟田野線

## 名所・旧跡・観光スポット・祭事・催事

### 名所・旧跡
- 宇太水分神社（本殿は国宝）
- 惣社水分神社
- 芳野城跡
- 見田大沢古墳
- 不動塚1号墳

### 祭事
- 古市場の納涼夏まつり（8月16日）
- 水分神社秋まつり（10月第3日曜日）